# 阿蘇山観光バス
阿蘇山観光バス（あそざんかんこうバス）とは、熊本県阿蘇市の阿蘇山一帯において九州産交グループの産交バスが運行する観光バスの総称である。
現在は阿蘇市内から阿蘇山上ターミナル（旧：阿蘇山ロープウェー阿蘇山西駅）との間を結ぶ「登山バス」1ルートが運行されている。過去に2度ほど火口付近まで乗り入れるバスも運行されていたがいずれも廃止されており、現在は火口付近に乗り入れるバスは阿蘇山ロープウェーの代替である「阿蘇山火口シャトル」以外はない。
この項目では、現在運行されている阿蘇山上ターミナル－火口（旧「阿蘇山火口駅」）間を結ぶ「阿蘇山火口シャトル」、阿蘇市内と阿蘇山上ターミナル間を結ぶ「登山バス」、2023年4月1日より運行開始した熊本市内－アーデンホテル阿蘇－阿蘇山上ターミナル間を結ぶ路線と、過去に運行されていた路線全般について記述する。

## 現在運行中の路線

### 阿蘇山火口シャトル
これまで阿蘇中岳火口入口周辺へは阿蘇山西駅－火口駅を結ぶ阿蘇山ロープウェーが中心的なアクセス手段として長きにわたり役割を果たしてきた。しかしながら、2010年代に入り度重なる噴火活動による運休が相次ぎ、その最中で2016年4月に熊本地震、同年10月の大規模噴火によって駅舎やゴンドラなどに被害が生じ、ロープウェイの当面の運行再開は困難な状況に陥った。2018年2月28日入山規制解除を受け、同日から2020年10月まで、ロープウェイ代行バスとして「阿蘇山ループシャトル」が運行されていたのが始まりである。その後、諸事情によりロープウェイの運行再開を中止することになったため、2020年11月1日からは、代替として「阿蘇山火口シャトル」が阿蘇山上ターミナル（旧「阿蘇山西駅」） - 火口間を本格的に運行する事になった。
運行は原則年中無休毎日運行となっているが、火山ガス・濃霧等その他異常気象等により火口周辺立ち入り規制が発せられた際は解除時まで運行中止・運休となる場合がある。
- 1日9往復18便
- 所要時間：阿蘇山上ターミナル - 火口　約5分
- 運行主体：KASSE JAPAN（カッセジャパン）
- 運行委託先：産交バス阿蘇営業所
- 乗客定員：35名
- 使用車両：中型観光タイプ車両（日野メルファ）

支払いは現金・くまモンのIC CARDならびに2025年2月1日よりクレジットカード等決済が使用可能（SUNQパス（北部九州版・南部九州版・全九州版とも）・わくわく1dayパスは使用不可）。予約不要だが、10名を超える団体利用の場合は事前に要相談。

### 阿蘇火口線（登山バス）

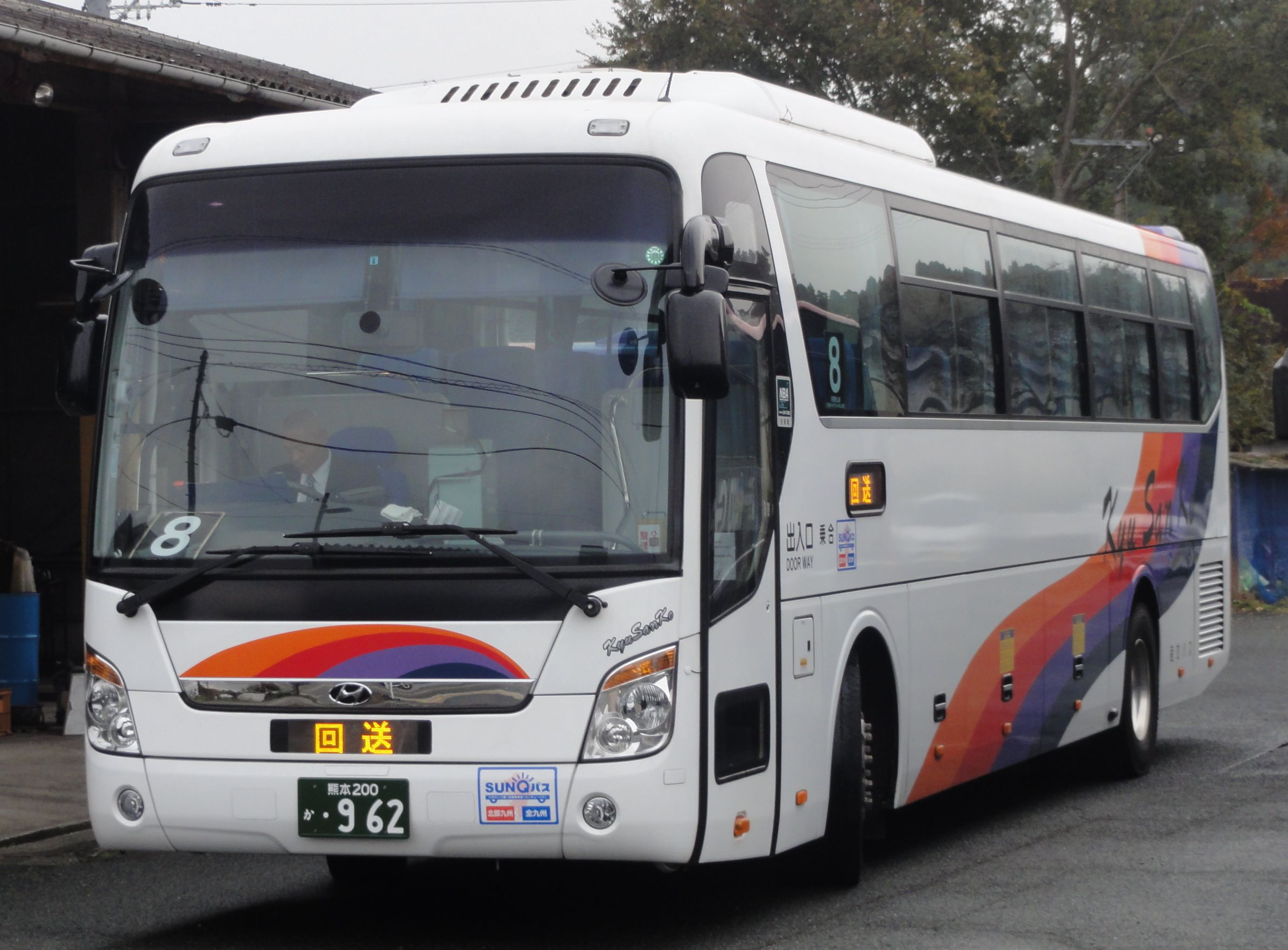
火口線に使用される車両（ヒュンダイ・ユニバース）

運行経路
阿蘇駅前 - ナショナルパークインフォメーションセンター - 野営場前 - 草千里・阿蘇火山博物館 - ヘリポート前 - 阿蘇山上ターミナル
- 1日13便（毎日運行）
  - 阿蘇駅発阿蘇山行きは6便、阿蘇山発阿蘇駅行きは7便
- 運行会社：産交バス阿蘇営業所
- 所要時間：阿蘇駅 - 阿蘇山上ターミナル 約35分

支払いは現金に加え、SUNQパス（北部九州版・南部九州版・全九州版）、くまモンのIC CARD、さらに2025年2月1日よりクレジットカード等決済が利用可能。予約は不要。
かつてはわくわく1dayパス熊本県内版も使用可能であったが、運賃改定により2024年10月1日より使用不可となった。また。全国10社交通系ICカードも使えたが、2024年11月15日を以って使用出来なくなっている。

### 熊本市内 - 阿蘇山上ターミナル線
2023年4月1日より運行開始。過去には熊本市内方面より九州横断バスが運行され、草千里・阿蘇山西駅にも乗り入れていた（一部便を除く）が、2016年に発生した熊本地震の影響により乗り入れが休止され、事実上廃止された。その後、2023年に阿蘇くまもと空港ターミナルビルの改築リニューアルに伴い、国内線・国際線の就航便増加も期待される事から、阿蘇山観光の活性化を目的に本路線が開設された。
運行経路
熊本駅前 - ANAニュースカイ前 - 桜町BT - 通町筋 - 熊本県庁前 - 益城インター口 - 阿蘇くまもと空港 - 大津駅（南口） - アーデンホテル阿蘇 - 阿蘇ファームランド - 草千里・阿蘇火山博物館 - ヘリポート前 - 阿蘇山上ターミナル
- 1日4便
  - 1便目：熊本駅前発阿蘇山上ターミナル行
  - 2便目：阿蘇山上ターミナル発アーデンホテル阿蘇行
  - 3便目：アーデンホテル阿蘇発阿蘇山上ターミナル行
  - 4便目：阿蘇山上ターミナル発熊本駅前行
- 運行会社：九州産交バス高速営業所
- 所要時間
  - 熊本駅前 - 阿蘇山上ターミナル　約2時間　
  - アーデンホテル阿蘇 - 阿蘇山上ターミナル　約35分
- 乗車定員：45名
- 使用車両：ハイデッカー車

予約定員制で事前に予約が必須であるが、座席は指定されないため全席自由席となる。乗車券は各窓口で要購入。予約は九州産交の予約センターのほか、インターネットサイト「発車オ〜ライネット」で受け付ける。このほか、SUNQパス（北部九州版・南部九州版・全九州版）、くまモンのIC CARD、クレジットカード決済が使用可（わくわく1dayパスは使用不可）。これらの券類を使用する場合や、予約を入れ事前に乗車券を購入せず現金・カード等で支払う場合は乗務員に氏名を告げて乗車できる。（空席がある場合は予約なしでも乗車可能であるが、満席時は乗車をお断りされる場合がある）　

## 過去に運行していた路線

### マウントカー
1960年代半ばから1980年にかけて火口周辺を特殊設計の車両によって運行されていた。

### 阿蘇オープントップバス（そらめぐりん）

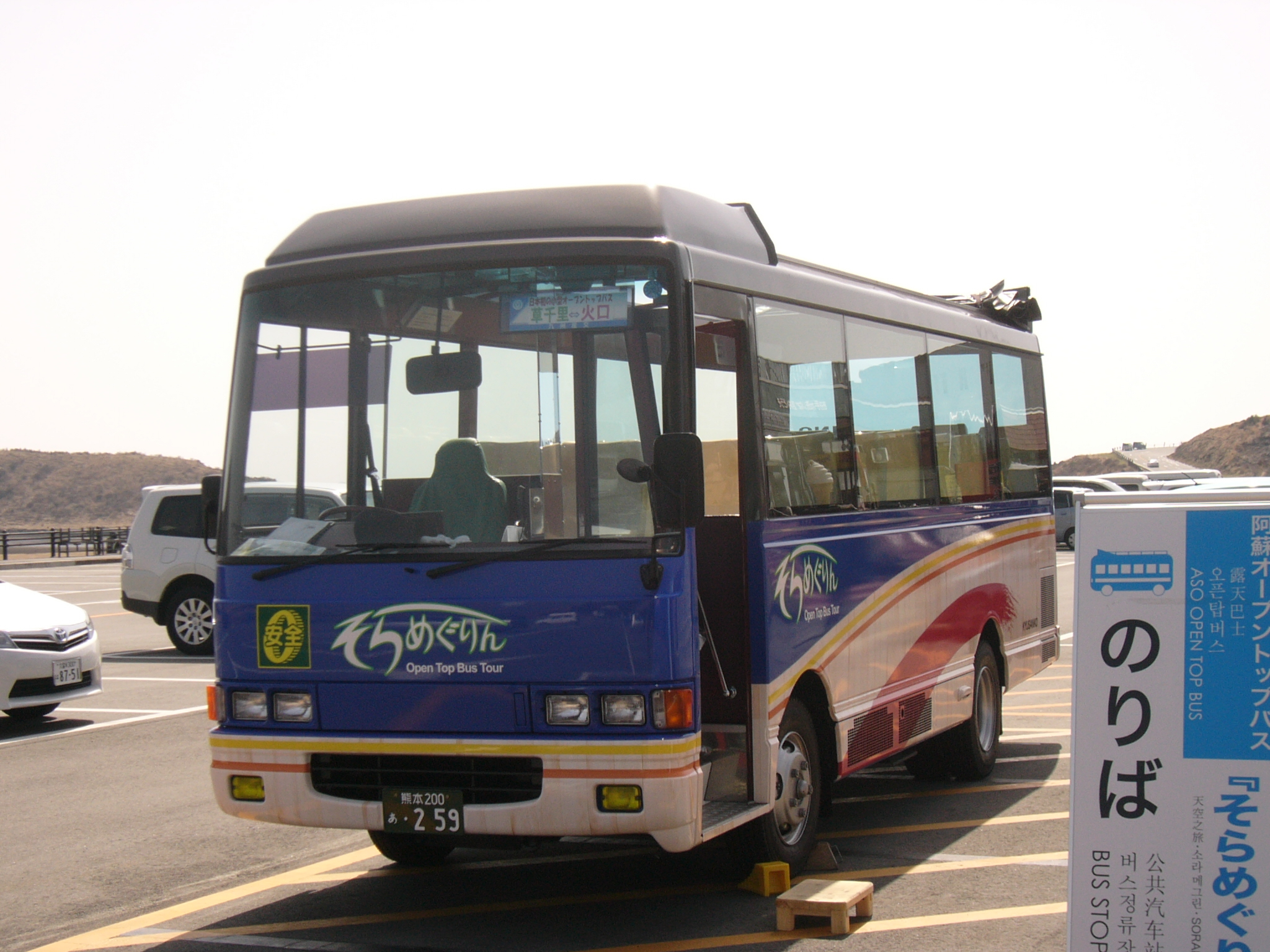
阿蘇オープントップバス「そらめぐりん」

これまで阿蘇山火口周辺へのアクセスとして、ロープウェイもしくは自家用車（阿蘇山公園道路を通行）の2通りしかなかったが、2011年3月12日の九州新幹線全線開通を契機に、九州の中心に位置する熊本県のシンボルである阿蘇山へのさらなる観光客誘致を狙い、同山一帯において通常の観光バスから屋根を外した小型のオープントップバスにより周回運行を開始した。オープントップバスにより阿蘇の大パノラマを堪能しながら同山の魅力を体感できることをアピールポイントとしていた。蘇山火口では約30 - 1時間30分の火口見学ができるよう設定されていた。
愛称に関しては、同年2月に一般公募し、約200通の応募の中から九州産交と熊本県観光経済交流局が検討し、バスのイメージに合わせたものとして「そらめぐりん」と決定した。車両は、これまで熊本で使用されていた小型のマイクロバス（日野レインボーRB・定員21人乗り）を産交バスが中古車として購入し、さらに屋根を取り払い側面の窓も従来より広くするなど約500万円をかけて改造された。改造はイズミ車体製作所。
なお、日本国内におけるオープントップバスの導入はこれが4例目だったが、それまでは全て大型車両が使われており小型車両での導入は日本初であった。また、活火山周辺での運用もこれが初めてだった。なお阿蘇山火口周辺への路線バスの乗り入れは、1980年に上述のマウントカーが廃止されて以来約31年ぶりであった。
2011年12月31日 - 2012年2月29日までの期間は運休。2011年12月と2012年3月においては平日の運行を取りやめ、土・日・祝日のみの運行となった。2012年3月31日をもって運行終了。

#### 運行行程・所要時間・運行会社
阿蘇草千里 - （阿蘇山公園道路） - 阿蘇山中岳火口（火口見学） - （阿蘇山公園道路） - 阿蘇草千里  
- 1日12便。所要時間は見学時間を含め47分 - 1時間47分。
  - 各便における火口見学時間は基本的に30分であるが、第7便と第8便は1時間・1時間30分と比較的長めに設定されていた。
- 運行会社：産交バス阿蘇営業所
  - 予約は当日のみ草千里そらめぐりんのりばにて係員に申し出る形。電話による予約受付はなし。
- 雨天時はビニールの屋根（幌）をかぶせて運行していたが、悪天候や道路状況、火山ガスなどの影響により火口立ち入り規制などがあった場合は運休することもあった。

### 阿蘇南登山線
運行経路
- 縦断コース（南阿蘇 - 阿蘇駅）

休暇村南阿蘇 - 高森駅前 - 高森中央 - 高森湧水トンネル公園入口 - 白川水源入口 - 温泉センター瑠璃 - 阿蘇山西駅 - ヘリポート前 - 草千里・阿蘇火山博物館 - 野営場前 - 阿蘇ユースホステル前 - 阿蘇駅前
- 1日1往復2便

- 登山コース（南阿蘇 - 阿蘇山）

高森駅前 - 高森中央 - 高森湧水トンネル公園入口 - 白川水源入口 - 温泉センター瑠璃 - 阿蘇山西駅
- 1日2往復4便

- 運行会社：産交バス高森営業所
- 所要時間：高森駅 - 阿蘇駅前 1時間10分、高森駅 - 阿蘇山西駅 40分

2012年4月1日からは九州横断バスに新コース「熊本 - 南阿蘇 - 黒川温泉」線が運行開始されることになり、これに伴い同年3月31日をもって阿蘇南登山線（縦断コース・登山コース）は廃止された。しかし、2013年3月31日に「熊本 - 南阿蘇 - 黒川温泉」線が廃止されために、高森駅方面から阿蘇山に向かうバス路線は消滅した。2014年4月1日に現在運行されている「阿蘇登山線」の路線名称を「阿蘇火口線」に変更。また合わせてダイヤ改正を実施。